# Videlles
Videlles ist eine französische Gemeinde mit 584 Einwohnern (Stand: 1. Januar 2022) im Département Essonne in der Region Île-de-France. Sie gehört zum Arrondissement Étampes und ist Mitglied im Gemeindeverband Communauté de communes des 2 Vallées. Die Einwohner werden Videlliers und Videllières genannt.

## Geographie
Videlles liegt etwa 45 Kilometer südlich von Paris  im Regionalen Naturpark Gâtinais français. Umgeben wird Videlles von den Nachbargemeinden Mondeville im Norden, Soisy-sur-École im Nordosten, Dannemois im Osten, Moigny-sur-École im Südosten und Süden, Boutigny-sur-Essonne im Süden und Südwesten, Guigneville-sur-Essonne und La Ferté-Alais im Westen sowie Baulne im Nordwesten.

## Bevölkerungsentwicklung
| Jahr                       | 1962 | 1968 | 1975 | 1982 | 1990 | 1999 | 2006 | 2013 | 2019 |
| Einwohner                  | 381  | 419  | 508  | 522  | 551  | 560  | 634  | 619  | 595  |
| Quellen: Cassini und INSEE |      |      |      |      |      |      |      |      |      |

## Sehenswürdigkeiten
- Kirche Saint-Léonard, Glockenturm seit 1926 Monument historique

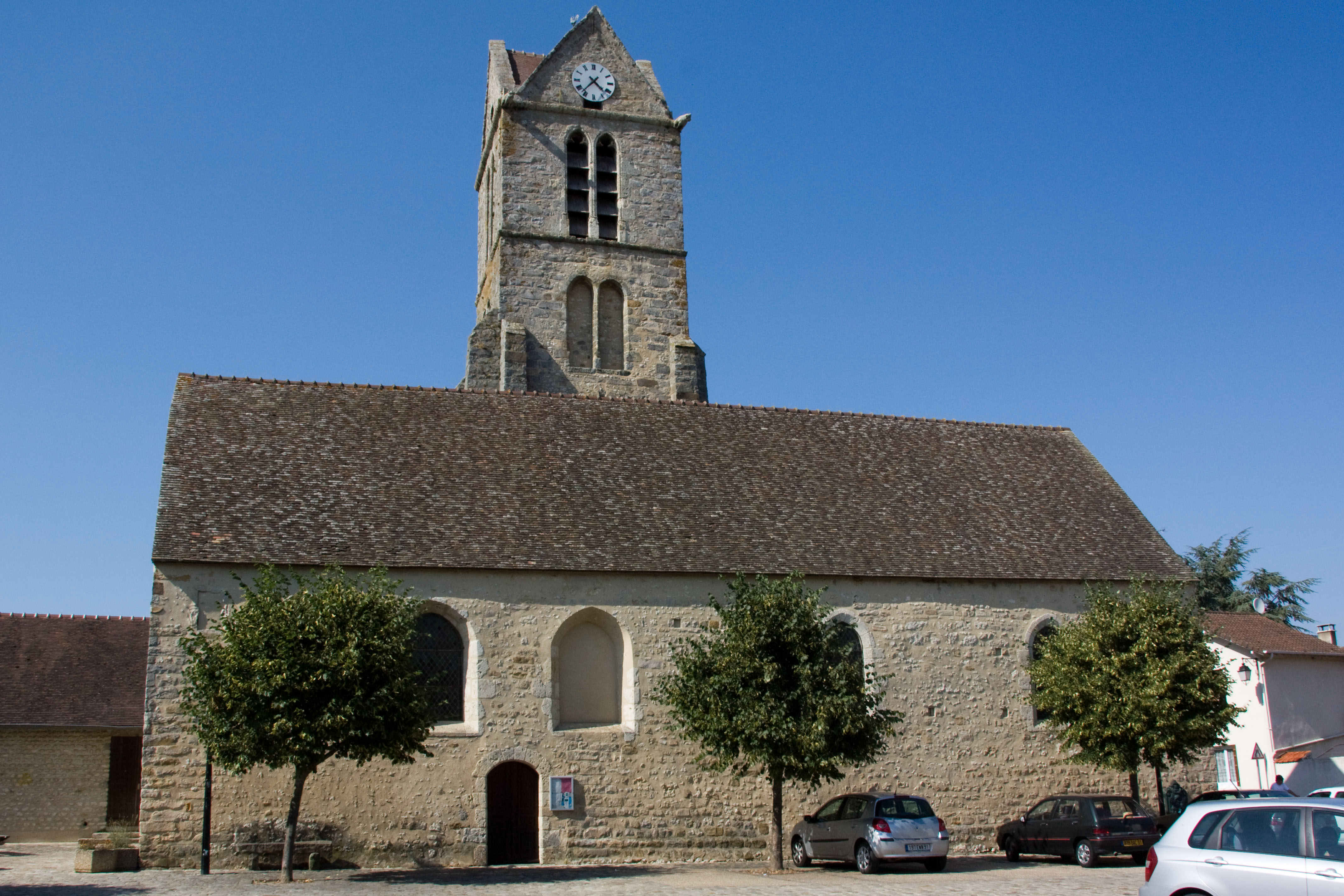
Kirche Saint-Léonard